# لاکینسک
شهر لاکینسک (به روسی: Лакинск) در کشور روسیه و در اوبلاست ولادیمیر واقع شده‌است.